# Gloucester City
Gloucester City ist Stadt innerhalb des Camden Countys im Bundesstaat New Jersey in den Vereinigten Staaten. Das U.S. Census Bureau ermittelte bei der Volkszählung 2020 eine Einwohnerzahl von 11.484.
Gloucester City liegt gegenüber von Philadelphia am Delaware und ist Teil der Metropolregion Delaware Valley.

## Geschichte
Der Name Fort Nassau wurde von den Niederländern im 17. Jahrhundert für mehrere Festungsanlagen, meist Handelsstationen, verwendet, die nach dem Haus Oranien-Nassau benannt waren. Die in den 1620er Jahren beim heutigen Gloucester City errichtete Station diente dem Handel, meist mit Biberfellen, mit der einheimischen Bevölkerung der Susquehannock und Lenape. Die Region entlang des Delaware River und seiner Bucht wurde Zuyd Rivier genannt und markierte die südliche Flanke der Provinz Neu Niederlande.
Von 1638 bis 1655 war das Gebiet Teil von Neuschweden, das von Peter Minuit gegründet worden war, der Direktor von Neu Niederlande gewesen war und für den Kauf der Insel Manhattan verantwortlich war. Die Lage war ungünstig, da das reichste Pelzfanggebiet auf der Westseite des Flusses lag, wo die Schweden den Handel mit den Eingeborenen abfangen konnten. 1651 ließ Peter Stuyvesant, der Generaldirektor von Neu Niederlande, die Anlage abbauen und auf die andere Seite des Flusses verlegen, auch um die Schweden zu bedrohen, und nannte sie Fort Casimir.
Gloucester City wurde durch ein Gesetz der Legislative von New Jersey am 25. Februar 1868 aus den verbleibenden Teilen von Union Township gegründet, das daraufhin aufgelöst wurde. Zusätzliches Gebiet wurde 1925 von Centre Township und 1927 von Haddon Township annektiert. Der Name der Stadt leitet sich von Gloucester in Südengland ab.

## Demografie
Nach der Schätzung von 2019 leben in Gloucester City 11.219 Menschen. Die Bevölkerung teilte sich im selben Jahr auf in 82,4 % Weiße, 4,2 % Afroamerikaner, 0,2 % amerikanische Ureinwohner, 5,8 % Asiaten und 1,8 % mit zwei oder mehr Ethnizitäten. Hispanics oder Latinos aller Ethnien machten 11,5 % der Bevölkerung aus. Das mittlere Haushaltseinkommen lag bei 59.394 US-Dollar und die Armutsquote bei 10,7 %.

## Infrastruktur
Im Mai 2010 verfügte die Stadt über insgesamt 39,97 Meilen (64,33 km) an Straßen, von denen 29,52 Meilen (47,51 km) von der Stadtverwaltung, 7,10 Meilen (11,43 km) vom Camden County, 2,63 Meilen (4,23 km) vom New Jersey Department of Transportation und 0,72 Meilen (1,16 km) von der Delaware River Port Authority unterhalten wurden.
Die Interstate 76 ist die Hauptverkehrsstraße, die durch Gloucester City führt. Sie betritt Gloucester City von Philadelphia aus, streift die Nordseite der Stadt, betritt kurz Camden und betritt dann wieder Gloucester City, wenn sie nach Süden zu ihrem östlichen Endpunkt an der Interstate 295 jenseits der Stadtgrenzen abbiegt.
Die Walt Whitman Bridge ist die Hängebrücke, die die Interstate 76 westlich über den Delaware River nach Philadelphia führt. Die Brücke, die sich zwischen den Widerlagern über fast 3.700 m erstreckt, wurde am 16. Mai 1957 für den Verkehr freigegeben. Die U.S. Route 130 führt ebenfalls durch Gloucester City.